# مجموعة الصلب العالمية
شركة مجموعة الصلب العالمية International Steel Group Inc كانت واحدة من أكبر منتجي الصلب المتكامل في أمريكا الشمالية. وكان لديها قدرة إنتاج سنوية من الصلب الخام تبلغ 23 مليون طن أمريكي. في أبريل 2005، تم الاستحواذ عليها من قبل شركة ميتال ستيل

## التاريخ
تأسست الشركة في أبريل 2002 بواسطة شركاء تابعين للمستثمر ويلبر روس.
- أبريل 2002: استحوذت الشركة على أصول شركة Ling-Temco-Vought (LTV) المفلسة، والتي شملت منشآت في كليفلاند، إنديانا هاربر، وهينيبين، مقابل 83.4 مليون دولار نقدًا.
- مايو 2002: اشترت ISG المخزونات المتبقية من LTV مقابل 52.4 مليون دولار نقدًا.
- أكتوبر 2002: اشترت ISG مصنع شرائط صفائح مهجور وفرن أكسجين أساسي في ريفرديل، إلينوي، من شركة Acme Steel المفلسة مقابل 60.9 مليون دولار نقدًا.
- مايو 2003: استحوذت ISG على أصول شركة Bethlehem Steel المفلسة مقابل 822.6 مليون دولار نقدًا (صافي)، شملت منها 81.6 مليون دولار كدعم انتقالي للعمال الذين تمثلهم نقابة عمال الصلب الأمريكيين. وشملت الأصول منشآت لصناعة وإنهاء الصلب في بيرنز هاربور (إنديانا)، سباروز بوينت (ماريلاند)، كوتسفيل وستيلتون (بنسلفانيا)، ومنشآت للدرفلة والتشطيب في كونشوهوكين (بنسلفانيا)، ولاكاوانا (نيويورك)، وكولومبوس (أوهايو).
- ديسمبر 2003: أصبحت الشركة شركة عامة من خلال طرح عام أولي في البورصة.
- مايو 2004: استحوذت ISG على أصول شركة Weirton Steel المفلسة، وهي ثاني أكبر منتج لصفائح القصدير في الولايات المتحدة، مقابل 187 مليون دولار نقدًا.
- يونيو 2004: استحوذت ISG على أصول شركة Georgetown Steel المفلسة مقابل 18 مليون دولار نقدًا.
- يوليو 2004: استحوذت ISG على منشأة مهجورة لإنتاج الحديد المختزل الساخن في بوينت ليساس، ترينيداد وتوباغو، مقابل 18 مليون دولار نقدًا، وتم إعادة تشغيلها في نوفمبر 2004.
- أبريل 2005: تم الاستحواذ على الشركة من قبل Mittal Steel. وقد حقق ويلبر روس شخصيًا ربحًا قدره 260 مليون دولار من استثماره البالغ 3 ملايين دولار فقط.